# Samsung Galaxy Note 9
Galaxy Note9は、
Samsungが開発・製造・販売したスマートフォンである。Galaxy Note8の後継モデルとして、2018年8月9日（現地時間）にニューヨークで開催されたGalaxy UNPACKED 2018で発表された。

## 経緯
- Galaxy Note9の多くの機能は、Sペンを含め、公式リリース前に情報がリークされた[3]。
- 2018年6月27日に、「Galaxy UNPACKED」イベントへの招待状がメディアに送信され、ゴールドのSペン画像を公開した。
- 2018年7月15日に、サムスンのCEOであるDJ KohがGalaxy Note9を使用している写真が掲載された。
- 2018年8月9日に正式発表された。

## 仕様

### ハードウェア
ディスプレイは、アスペクト比18.5：9の6.4インチ（160mm）Quad HD+（1440x2960） Super AMOLEDディスプレイを搭載しており、それ以外の点では、サムスン電子が販売している「Infinity Display」を使用したものと同様である。
SoCは、米国、カナダ、中国、日本、ラテンアメリカ向けのモデルにはQualcomm Snapdragon 845が、その他の国向けのモデルにはSamsung Exynos 9810が搭載されている。グローバルモデルには128または512GBのストレージオプションがある。128GBモデルには6GBのRAMが、512GBモデルには8GBのRAMが搭載されている。日本で販売されているのはストレージ128GB、RAM6GBのモデルのみである。すべてのモデルには、最大512GBのmicroSDカードをサポートするmicroSDカードスロットがある。
Note9には、IP68の防水および防塵機能と、ドックなしでSamsung DeXをサポートするUSB-Cコネクタが搭載されている。3.5mmのヘッドフォンジャックと、Dolby AtmosをサポートするAKGチューニングステレオスピーカーがある。本体の素材は金属製。
Note9には、Qi規格に対応した高速ワイヤレス充電機能がある。バッテリーは4000⁠mAhの容量のものを搭載している。Note8には、Note7と同じ3300⁠mAhバッテリーが搭載されている。4000⁠mAhバッテリーは、以前はS7 ActiveおよびS8 Active（いずれも日本未発売モデル）に搭載されていた。
デュアルカメラシステムには、S9と同様のデュアルアパーチャ（f / 1.5およびf / 2.4）システムを備えたレンズが1つあるが、2つのレンズはNote8と同様に、横並びに配置されている。
指紋センサーは、先代機種のNote8とは異なり、カメラに隣接するのではなくS9およびS9+のようにカメラの下に配置されている。
ゲーミング機能に向けた宣伝の一環として、ウォーターカーボンクーリングシステムが搭載されており、サーマルスロットリングなしで長時間のゲームプレイが可能となっている。

#### Sペン
従来のモデルからの最大の変更点はSペンである。Sペンには新たにBluetooth機能が搭載されており、ボタン操作（ホールド、シングルクリック、ダブルクリック）で、プレゼンテーションの前後への移動や写真の撮影などの特定の操作を実行できる。また、アプリにはSDK経由でサードパーティのサポートが提供される。
Sペンには、ペンが本機のSペンスロットに格納されているときに充電される「バッテリー」（厳密にはスーパーキャパシター）が内蔵されており、サムスンは、40秒の充電で30分間の使用（または最大200回のクリック操作）ができるとしている。
Note9は、Note10および10+の後継モデルに3.5 mmヘッドフォンジャックが付属していないため、3.5 mmヘッドフォンジャックが付属するNoteシリーズにおいて最後のファブレットフラグシップモデルとなった。

### ソフトウェア
Android 8.1 OreoベースのSamsung Experience 9.5が初期搭載されている。後に、Android 9 PieベースのOne UI 1.0へのアップデート、Android 10 QベースのOne UI 2へのアップデートが提供されている。
カメラソフトウェアはさらに改善され、20の異なるシーンを識別し、カメラの変数に必要な調整を行ってより良い画質を生成できるAIシーン認識が含まれている。

### Bixby
- Vision：テキスト、画像, 場所、ワインに関する情報を瞬時にナビゲート
- Reminder：スケジュール、メール、テキスト、ビデオ、写真、ウェブサイトのリンクを通知
- Home：ニュースなど、アプリの情報をまとめて表示

- *一部の機能にはGalaxyアカウントのログインおよびデータネットワーク(Wi-Fiまたはインターネット接続)が必要です。
- *Bixby Visionの処理速度は、ネットワーク環境やコンテンツのタイプ/数によって異なります。
- *Live Translation：翻訳元56言語、翻訳先104言語（2018年８月現在）

## カラーバリエーション
- グローバルカラー
グローバル発表時に発表された、全世界市場向けカラー。
- 販売国限定カラー
グローバル発表時に発表された、一部の国と地域向けカラー。
- グローバル追加カラー
多くの市場向けに、追加で発表されたカラー。
- 地域限定追加カラー
一部の国と地域向けに追加が発表されたカラー。

| カラー | カラー名             | 販売状況           | 販売地域             | 日本発売     |
| ------ | -------------------- | ------------------ | -------------------- | ------------ |
|        | オーシャンブルー     | グローバルカラー   | 全世界               | ○ ドコモ、au |
|        | ミッドナイトブラック | グローバルカラー   | 全世界               | ○ ドコモ、au |
|        | ラベンダーパープル   | グローバルカラー   | 全世界               | ○ au         |
|        | メタリックカパー     | グローバルカラー   | 全世界               | ☓            |
|        | クラウドシルバー     | 地域限定追加カラー | アメリカなど         | ☓            |
|        | アルペンホワイト     | 地域限定追加カラー | アジアの一部国と地域 | ☓            |

## 日本向けモデル
- NTTドコモ - SC-01L
- au - SCV40